# لوتس مارك السادس
لوتس مارك السادس (بالإنجليزية: Lotus Mark VI)‏ هي سيارة من تصنيع شركة لوتس (سيارات).